# Родео-драйв
Родео-драйв (англ. Rodeo Drive) — улица протяжённостью в две мили в городе Беверли-Хиллз, штат Калифорния, США. Северная конечная точка улицы пересекается с бульваром Сансет, а южная — с Беверуил-драйв (англ. Beverwil Drive) в Лос-Анджелесе. Название, как правило, чаще всего используется метонимически при упоминании участка улицы протяжённостью в три квартала к северу от бульвара Уилшир и южнее бульвара Маленькая Санта-Моника, известного своими магазинами, торгующими предметами роскоши. Больший деловой район, окрестный Родео-драйв и известный как «Золотой треугольник» (англ. Golden Triangle), который простирается от бульвара Уилшир к бульвару Санта-Моника — это торговый район и к тому же основная достопримечательность.
На отрезке между бульваром Уилшир и бульваром Санта-Моника находится множество магазинов и бутиков, таких как Giorgio Armani, BULGARI, Burberry, Gucci, Chanel, Christian Dior, Dolce & Gabbana, Hermès, Lacoste, Louis Vuitton, Prada, Tiffany & Co., Valentino, Stefano Ricci, Versace и Yves Saint-Laurent.

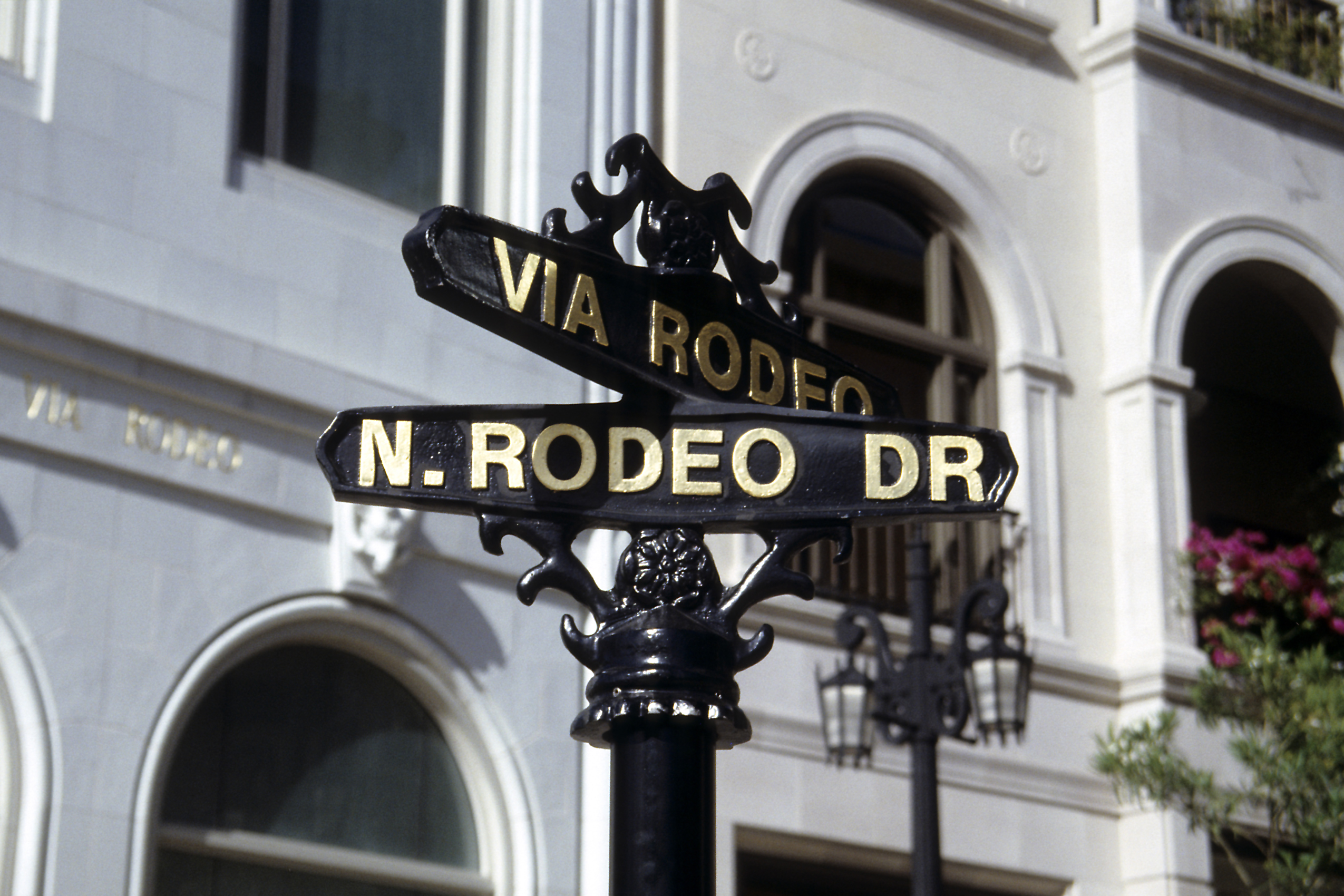
Дорожный знак на Родео-драйв
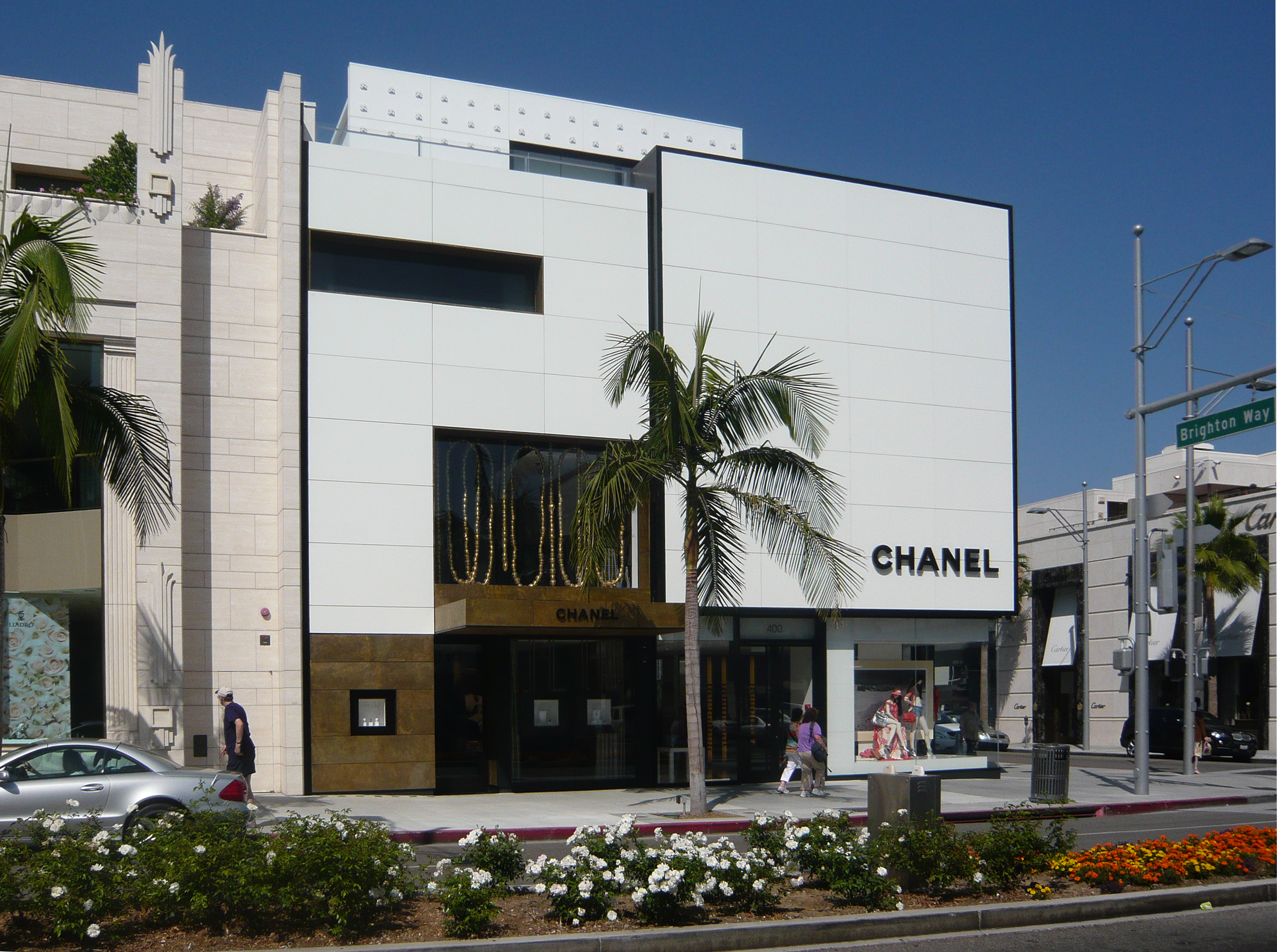
Бутик Chanel на улице